# علیرضا باویه
علیرضا باویه (زادهٔ ۳۰ مرداد ۱۳۸۱) بازیکن فوتبال اهل ایران است که در پست هافبک هجومی برای باشگاه فوتبال عمان بازی می‌کند.
وی همچنین در تیم ملی فوتبال نوجوانان و امید ایران بازی کرده‌است.
علیرضا باویه که سابقهٔ کاپیتانی در تیم‌های ملی پایه فوتبال ایران را دارد، در آبان ماه سال ۱۴۰۱، برای حضور در اردوهای آماده‌سازی تیم ملی برای جام جهانی ۲۰۲۲ قطر، توسط کارلوس کیروش به تیم ملی بزرگسالان ایران دعوت شد.